# Chiara Lubichová
Chiara Lubichová (it. Chiara Lubich, [lubič], rozená Silvia Lubich; 22. ledna 1920 Trident – 14. března 2008 Rocca di Papa) byla italská katolická aktivistka, která v roce 1943 založila hnutí Fokoláre, k němuž se v současné době hlásí přes pět miliónů lidí po celém světě.
Je autorkou řady knih, které byly přeloženy do mnoha světových jazyků. Za své dílo obdržela v roce 1977 Templetonovu cenu.
Pohřeb Chiary Lubichové proběhl 18. března, pohřební obřady vedl osobně kardinál státní sekretář Tarcisio Bertone. Po mši svaté, která proběhla v bazilice svatého Pavla za hradbami, bylo její tělo pohřbeno v mezinárodním centru hnutí Fokoláre v Rocca di Papa.
Roku 2015 byl zahájen proces jejího blahořečení, čímž obdržela titul služebnice Boží.